# کلئوپاتراها
کلئوپاتراها (انگلیسی: The Cleopatras) یک مجموعهٔ تلویزیونی هشت قسمتی بریتانیایی است که در سال ۱۹۸۳ از تلویزیون بی‌بی‌سی پخش شد.
وقایع سریال در مصر باستان و دوران دودمان بطلمیوسی می‌گذرد و دربارهٔ ۸ ملکه مشهور مصر است که کلئوپاترا نام داشتند و هر یک در دورهٔ خاصی از تاریخ می‌زیستند.
این سریال با واکنش‌های انتقادی متفاوت و عمدتاً منفی مواجه شد و شکایت‌هایی بابت نشان‌دادن تصاویر برهنه از آن شد و برخی نیز آن را یک مضحکه تصویری فریبنده نامیدند.

## بازیگران
- میشل نیوول در نقش کلئوپاترای سوم و کلئوپاترای هفتم
- رابرت هاردی در نقش ژولیوس سزار
- الیزابت شپرد در نقش کلئوپاترای دوم
- کریستوفر نیم در نقش مارک آنتونی
- کارولین مورتیمر در نقش کلئوپاترا تئا
- جافری وایت‌هد در نقش شیپیو آفریکانوس
- فیبی فاکس در نقش کلئوپاترا سلن سوریه
- دونالد پیکرینگ در نقش لوکولوس
- سو هولدرنس در نقش کلئوپاترای چهارم
- فیلیپ کِـید در نقش گنایوس پومپیوس
- پولین مورن در نقش برنیس سوم
- روپرت فریزر در نقش آگوستوس
- مَنینگ ویلسون در نقش سیسرو
- آماندا باکسر در نقش تریفنا، ملکهٔ سوریه
- گادفری جیمز در نقش کاتوی کوچک
- امیلی ریچارد در نقش کلئوپاترای ششم
- مَـتیو لانگ در نقش گنایوس دومیتیوس آهنوباربوس
- گراهام پونتنی در نقش آرخلائوس، کاهن اعظم کومانا (کاپادوکیه)
- کارن آرچر در نقش اُکتاویای کوچک
- ریچارد گریفیتس در نقش بطلمیوس هشتم
- دیوید هوروویچ در نقش بطلمیوس نهم لاتیروس
- ایان مک‌نیس در نقش بطلمیوس دهم، الکساندر یکم
- آدام بیرهام در نقش بطلمیوس دوازدهم
- دانیل بیلز در نقش بطلمیوس سیزدهم
- لورن بیلز در نقش بطلمیوس چهاردهم
- شیلا مک‌لاود در نقش برنیس چهارم
- گراهام کراودن در نقش تئودوتوس
- استیون گریف در نقش دیمتریوس دوم
- جیمز اوبری در نقش آنتیوخوس هشتم
- نیکلاس گیک در نقش سلوکوس پنجم
- کالین هیگینس در نقش سلوکوس هفتم
- دونالد مکلور در نقش الکساندر دوم
- گرانویل ساکستون در نقش آنتیوخوس نهم